# Stephen Larkham

a Compétitions nationales et continentales officielles uniquement.

b Matchs officiels uniquement.
Dernière mise à jour le 4 février 2019.
Stephen James Larkham, né le 29 mai 1974 à Canberra, est un ancien joueur de rugby à XV australien, évoluant au poste de demi d'ouverture. Il mesure 1,89 m et pèse 88 kg.
international australien à 102 reprises entre 1996 et 2007, il forme avec son coéquipier des Brumbies, le demi de mêlée George Gregan l'une des meilleures charnières du monde, remportant la coupe du monde lors de l'édition de 1999 et disputant la finale quatre ans plus tard lors de l'édition se déroulant en Australie. Avec les Wallabies, il dispute une troisième édition de la coupe du monde, en 2007 et remporte deux des dix éditions du Tri-nations qu'il dispute, en 2000 et 2001.
Avec les Brumbies, il remporte les éditions 2001 et 2004 du Super 12.
Il est considéré avec Mark Ella et Michael Lynagh comme l'un des plus grands demis d'ouverture australiens. 
Au terme de sa carrière de joueur, il devient entraîneur, d'abord au sein de l'encadrement des Brumbies, franchise dont il devient entraîneur en chef en 2014. Il est aussi membre de l'encadrement des Wallabies de 2015 à 2018.

## Biographie

### Carrière de joueur

#### Les débuts
Il fait ses débuts en Super 12 lors de la saison inaugurale de cette compétition en 1996 face à l'équipe sud-africaine du Northern Transvaal, lors d'une victoire 13 à 9, rencontre où il évolue au poste de centre. Il inscrit son premier essai lors de cette saison face à l'équipe sud-africaine des Natal Sharks. Sous la direction de Rod McQueen, en poste depuis le début de l'année, les Brumbies terminent cinquième. Peu après, il obtient sa première sélection en remplaçant Ben Tune à l'aile contre le pays de Galles le 9 juin 1996 à Sydney. Il est surtout utilisé à l'époque au poste d'arrière bien que son jeu au pied soit jugé peu convaincant. C'est à ce poste qu'il dispute la finale du Super 12 face aux Blues d'Auckland. Après avoir terminé à la deuxième place de la phase régulière, les Brumbies s'imposent en demi-finale face à la franchise néo-zélandaise des Hurricanes, avant de s'incliner face à la franchise d'Auckland sur le score de 23 à 7. Lors de cette saison, il inscrit sept essais contre les Queensland Reds, deux contre les Gauteng Lions, un face aux Natal Sharks, à Free State, à Auckland Blues et Waikato Chiefs. 
En septembre 1997 Rod McQueen se voit confier la direction des Wallabies. Celui-ci, s'inspire du rugby à XIII et de son professionnalisme. Il titularise Larlkham lors des tests de juin face aux Français, deux victoires 29 à 15, les Australiens inscrivant deux essais durant son remplacement temporaire pour saignement puis 26 à 19. Après une défaite face à la Nouvelle-Zélande, il dispute ses premières rencontres de Tri-nations, lors de cette édition 2007, concédant trois défaites et remportant une victoire face aux Springboks. Lors de celle-ci, à Brisbane, il inscrit son premier essai avec les Wallabies. La semaine suivante, il inscrit deux essais face aux All Blacks lors de la défaite à Dunedin, troisième défaite de l'année face aux Néo-Zélandais. Les Wallabies enchaînent avec une tournée en Argentine puis en Europe, où Larkham est titulaire lors de quatre rencontres au poste d'arrière, avec un bilan de deux essais marqués lors d'une victoire face à l'Écosse. 
L'année suivante, il inscrit 62 points avec les Brumbies, inscrivant huit essais, son équipe terminant à la dixième place de la phase régulière. Le nouveau sélectionneur et entraîneur chez les Brumbies le repositionne au poste d'ouvreur. Cette décision est alors vivement critiquée, le jeu au pied de Larkham n'étant pas jugé suffisant pour un tel poste. Pour son premier match à ce poste, il inscrit 19 points, dont trois essais, et offre un essai à Tim Horan lors d'une victoire 76 à 0 face aux Anglais à Brisbane, plus grosse défaite de ces derniers lors des confrontations entre les deux équipes. Il participe ensuite à deux victoires face aux Écossais, inscrivant un nouvel essai lors de la deuxième rencontre. Il dispute ensuite les quatre rencontres du tri-nations, deux défaites face à l'Afrique du Sud qui remporte cette édition, et deux victoires face à la Nouvelle-Zélande, d'abord 24 à 16 à Melbourne, puis 27 à 23 à Christchurch où il inscrit un nouvel essai. Avec ces deux victoires, les Wallabies sont certains de reprendre la Bledisloe Cup, trophée récompensant le vainqueur entre les deux équipes. Les Australiens confirment en s'imposant à Sydney lors du troisième match de cette Bledisloe Cup sur le score de 19 à 14. Le mois suivant, il inscrit deux essais lors d'une rencontre face aux Fidji, lors du premier match des qualifications pour la Coupe du monde 1999, puis entre en tant que remplaçant lors du match face aux Tonga avant de retrouver une place de titulaire lors du troisième match, face aux Samoa. Avec trois victoires, l'Australie obtient sa place pour le prochain mondial. Elle enchaine par une tournée en Europe où il est titulaire face à la France et l'Angleterre, deux victoires 31 à 22 puis 12 à 11.

#### Succès avec lesWallabieset les Brumbies
Blessé au genou lors d'une rencontre de la saison de Super 12, compétition où il inscrit un essai, il est absent pratiquement toute l'année 1999, ne disputant aucun test du tri-nations. Quelques semaines avant la coupe du monde, il se casse le pouce de la main gauche lors d'une rencontre contre les Queenland Reds. Il fait son retour au sein des Wallabies lors du deuxième match disputés par les Australiens, face aux Irlandais, lors d'une victoire 23 à 3. Lors du match suivant, face aux États-Unis, il inscrit un essai. En quart de finale, face aux Gallois, les Wallabies s'imposent 24 à 9. La demi-finale oppose les Wallabies aux Springboks. Au terme du temps réglementaire, les deux équipes sont à 18 partout, tous inscrit par Matt Burke pour les Australiens. Après une nouvelle égalité à 21 partout, Larkham donne l'avantage à son équipe, 24 à 21, par un drop de 48 mètres pendant les prolongations,,. Celui-ci, est le premier drop qu'il tente depuis le début de sa carrière professionnelle. En finale, la France est battue 35 à 12 et l'Australie est la première nation à remporter deux titres de champion du monde. 
Lors de la saison 2000 de Super 12, il inscrit trois essais, face aux Highlanders, aux Chiefs et aux Reds, les Brumbies terminant à la première place de la phase régulière. Ils disputent la demi-finale à domicile face à la franchise sud-africaine des Cats, et se qualifient pour la finale en s'imposant 28 à 5. Lors de celle-ci, ils sont confrontés à la franchise néo-zélandaise des Crusaders qui remporte son troisième titre consécutif en s'imposant sur le score de 20 à 19. Avec les Wallabies, il dispute deux tests en juin face à l'Argentine, puis dispute le tri-nations que l'Australie remporte en gagnant trois rencontres, les deux face aux Springboks, Larkham inscrivant un essai lors de la première remportée 44 à 23 à Melbourne, et une face aux all Blacks. Des problèmes de genou le contraignent à déclarer forfait pour la tournée en Europe.
Des soucis au niveau des ischio-jambiers le privent d'une partie du début de la saison 2001 de Super 12, compétition où il inscrit trois essais. Une victoire 30 à 6 sur les Queensland Reds permet aux Brumbies de disputer pour la deuxième année consécutive la finale de la compétition à domicile, Larkham réussissant un drop lors de cette demi-finale. Les Brumbies deviennent la première franchise non néo-zélandaise à remporter la compétition en s'imposant 36 à 6 face à l'équipe sud-africaine des Sharks. La saison internationale des Wallabies commence par une tournée des Lions britanniques et irlandais en Australie. Ces derniers remportent le premier des trois tests sur le score de 29 à 13. Lors du deuxième test, les Wallabies prennent leur revanche en s'imposant 35 à 14. Lors de cette rencontre, il doit sortir sur une blessure à l'épaule droite. Celle-ci, due à deux plaquages à retardement, le prive du troisième test finalement remporté par les Australiens sur le score de 29 à 23 qui s'imposent ainsi dans la série. Entre les deux derniers tests, l'entraîneur de la défense des Lions, Phil Larder, admet que l'ouvreur australien a fait l'objet d'une attention spéciale lors de ce match. Il fait son retour lors du match du Tri-nations face aux All Blacks, victoire 23 à 15 au Carisbrook de Dunedin, première victoire australienne dans ce stade. Il participe aux deux dernières rencontres des Australiens, match nul à Perth face aux Springboks, puis victoire à Sydney face aux All Blacks pour remporter une deuxième fois le Tri-nations. En fin d'année, l'Australie se rend en Europe, Larkham disputant quatre rencontres, face à l'Espagne, l'Angleterre, défaite 21 à 15, la France, défaite 14 à 13 et victoire 21 à 13 face au pays de Galles.
Troisième de la phase régulière de la saison 2002 de Super 12, les Brumbies s'imposent en demi-finale chez une autre franchise australienne, à Sydney face aux Waratahs, sur le score de 51 à 10. En finale, comme en 2000, ils sont opposés aux Crusaders. Ces derniers s'imposent 31 à 13. Stephen Larkham, blessé au bras, doit quitter le terrain. Il est toutefois présent lors de la tournée des Français en juin, deux victoires australiennes, inscrivant un essai lors de la première rencontre. Les Australiens débutent le tri-nations par une défaite à Christchurch face aux Néo-Zélandais, puis remportent deux matchs, à Brisbane contre l'Afrique du Sud puis à Sydney contre la Nouvelle-Zélande, ce qui permet aux Wallabies de conserver pour une année supplémentaire la Bledisloe Cup. Toutefois, la défaite à Johannesburg permet aux All Blacks de remporter cette édition, devant les Australiens. Larkham dispute trois autres rencontres avec les Wallabies durant cette année 2002, victoire face à l'Argentine puis deux défaites, face à l'Irlande et l'Angleterre.
Lors de la saison 2003, il contracte un virus lors du passage des Brumbies en Afrique du Sud, virus qui le prive de deux rencontres. Il dispute finalement un total de neuf rencontres lors de cette saison, où les Brumbies terminent avec le quatrième bilan, mais doit déclarer forfait pour la demi-finale perdue 42 à 21 face aux Auckland Blues, en raison d'une dislocation du coude, blessure qu'il avait déjà contracté lors de la finale de la saison précédente. Celle-ci le prive du début de la saison internationale des Wallabies, face à l'Irlande, le pays de Galles et l'Angleterre, avant de retrouver la sélection australienne lors du tri-nations, face aux Springboks, en tant que remplaçant. Il est ensuite de nouveau titulaire lors des trois autres rencontres de la compétition, les Australiens remportant une victoire et concédant trois défaites, dont deux face aux All Blacks, celles-ci permettant à ces derniers de reconquérir ainsi la Bledisloe Cup. Cela met fin à une série débutée en 1998. Durant cette période, les All Blacks s'inclinent huit fois en onze rencontres face aux wallabies, le pire bilan de l'histoire des néo-zélandais contre n'importe quelle autre équipe en onze rencontres. Larkham dispute onze de celles-ci remportant sept victoires. 
Sélectionné pour la coupe du monde 2003 qui se déroule en Australie, il participe aux victoires face à l'Argentine, la Roumanie où il inscrit deux essais, l'Irlande, puis l'Écosse en quart de finale et la Nouvelle-Zélande en demi-finale sur le score de 22 à 10. Lors de la finale face à l'Angleterre, positionné juste derrière les vingt-deux mètres adverses, il délivre un coup de pied réceptionné directement dans l'en-but par Lote Tuqiri qui ouvre ainsi le score. Les Anglais, grâce à un drop de Jonny Wilkinson en prolongation s'impose 20 à 17.
Lors de la saison 2004 de Super 12, il dispute douze rencontres, inscrivant trois essais, face aux Blues, aux Highlanders et aux Hurricanes. Il participe aux deux rencontres de la phase finale, victoire 32 à 17 face aux Chiefs, puis victoire en finale face Crusaders sur le score de 47 à 38. lors de celle-ci, les Brumbies inscrivent rapidement cinq essais pour mener 33 à 0 aprres quatorze minutes. En avril, malgré les sollications de clubs étrangers, il prolonge de deux ans le contrat qui le lie à la Fédération australienne. Avec les Wallabies, il remporte quatre victoires lors du début de la saison internationale, deux face aux Écossais, une face à l'Angleterre et la dernière face aux Pacific Islanders. Il dispute ensuite les quatre rencontres du tri-nations, l'Australie remportant ses deux matchs disputés à domicile et concédant deux défaites à l'extérieur, à Wellington face aux All Blacks où il inscrit un essai, et à Durban face aux Springboks. Lors de la tournée en Europe, il remporte le match disputé à Murrayfield face aux Écossais, s'incline 27 à 14 face à la France, puis remporte une nouvelle victoire face à l'Écosse. Lors de cette rencontre, il se fracture le bras.

#### Fin de carrière
Présente depuis cinq saisons lors de la phase finale, l'équipe des Brumbies termine cinquième de la phase régulière de l'édition 2005 du Super 12 et ne parvient pas à se qualifier. Larkham dispute quatre rencontres, inscrivant dix points, trois transformations face aux Bulls et deux face aux Stormers. Sa saison est perturbée par des blessures : il doit d'abord se faire retirer une tumeur cancéreuse derrière son genou gauche. Peu après son retour, il se blesse à son bras gauche, ce qui doit le priver de quelques rencontres. Insuffisamment remis, il n'est pas retenu pour le dernier match de la saison régulière face aux Reds. Après trois victoires avec les Wallabies lors du début de la saison internationale de ces derniers, face aux Samoas, l'Italie et la France, rencontre où il inscrit le premier des six essais australiens lors de la victoire 37 à 31,, les Wallabies enchainent par une victoire 30 à 12 à Sydney face aux Springboks qui prennent leur revanche à Johannesburg par 33 à 20. Une semaine plus tard, les deux équipes s'affrontent de nouveau, dans le cadre du tri-nations, pour une nouvelle victoire sud-africaine, 22 à 16 à Pretoria. Lors de cette rencontre, Larkham se blesse à l'épaule, celle-ci nécessitant une opération chirurgicale qui met un terme à sa saison.

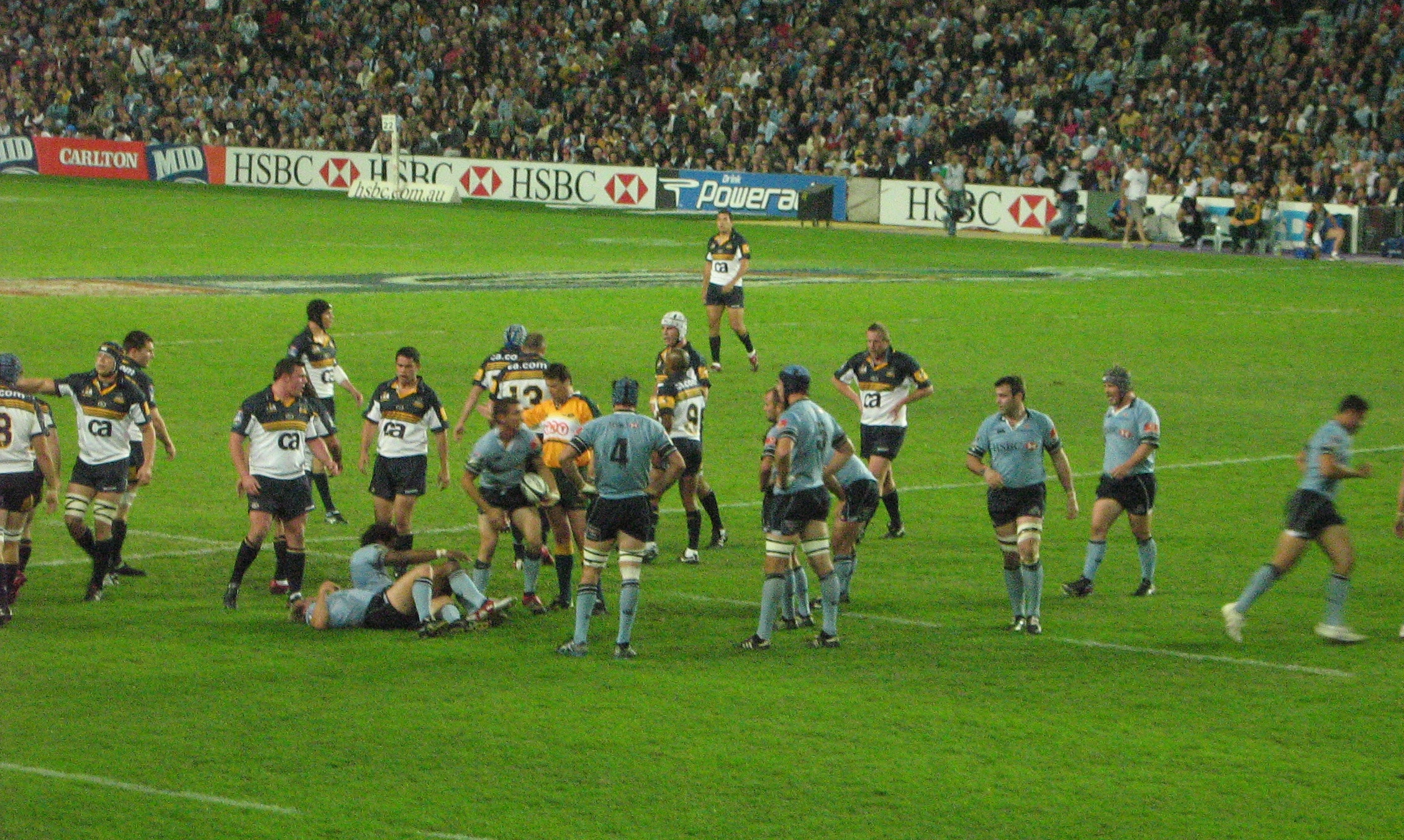
Rencontre opposant les Waratahs aux Brumbies en 2006.

Larkham dispute neuf rencontres lors de la saison 2006, la compétition étant désormais disputée par quatorze équipes. Les Brumbies terminent à la sixième place de la saison régulière et sont ainsi privés de la phase finale. Avec les Wallabies, il remporte deux matchs face aux Anglais, 34 à 3 puis 43 à 18, rencontre où il inscrit l'un des six essais son équipe. Ils s'imposent ensuite face à l'Irlande sur le score de 37 à 15. Après une défaite lors du premier match du tri-nations, où les équipes disputent pour la première fois six rencontres, les Australiens s'inclinent àChristchurch face aux All Blacks par 32 à 12, puis battent les Springboks 49 à 0 à Brisbane, plus grosse défaite infligée à cet adversaire par les Wallabies, rencontre où il inscrit un essai. Les Australiens s'inclinent ensuite à Brisbane face aux Néo-Zélandais puis s'imposent 20 à 18 à Sydney face aux Sud-Africains. Ils concèdent la défaite lors des deux dernières rencontres, à Auckland face aux All Blacks puis à Johannesburg face aux Springboks. Les Australiens terminent à la deuxième place d'une compétition remportée par la Nouvelle-Zélande. Lors de la tournée de novembre en Europe, les Wallabies font match nul 29 partout avec les Gallois, puis s'imposent face à l'Italie. Ils s'inclinent ensuite 21 à 6 face aux Irlandais avant de s'imposer à Murrayfield face aux Écossais où Larkham inscrit un nouvel essai.

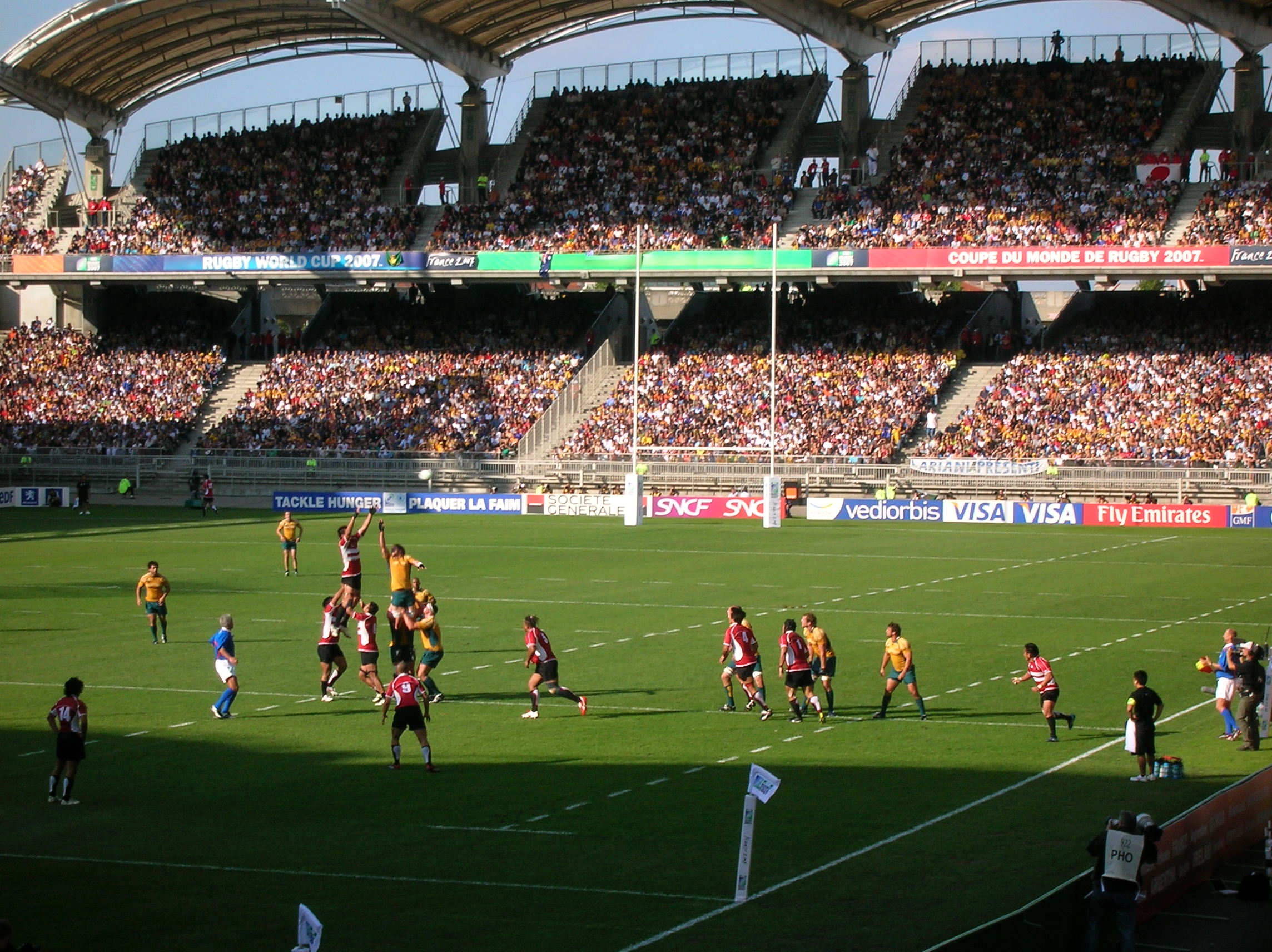
Rencontre Australie-Japon en 2007.

En 2007, il dispute neuf rencontres lors du Super 14, inscrivant deux essais, les deux lors d'une victoire 36 à 10 face aux Waratahs. Lors de cette saison, il réussit un total de quinze points, inscrivant également une transformation face aux Highlanders et un drop face aux Crusaders lors de la dernière rencontre qu'il dispute avec les Brumbies à Canberra, tout comme ses coéquipiers George Gregan et Jeremy Paul. Les Brumbies ne parviennent pas à se qualifier pour les demi-finales, terminant cinquième de la phase régulière. Vainqueur des Gallois à Brisbane, les Wallabies s'imposent une semaine plus tard face aux Fidji, Larkham inscrivant un essai lors de la victoire 49 à 0. Il dispute les quatre rencontres du tri-nations, deux victoires à Melbourne face aux All Blacks et Sydney face aux Springboks, et deux défaites, au Cap et à Auckland. Il fait partie des joueurs retenus pour défendre les couleurs australiennes lors de la coupe du monde disputée en France. Lors de celle-ci, il est titulaire lors du premier match, victoire 91 à 3 face au Japon. Durant la semaine précédant le deuxième match face aux Gallois, il se blesse au genou lors d'un entraînement au jeu au pied. Opéré une première fois, arthroscopie pour enlever un bout d'os dans son genou, il doit ensuite subir une deuxième opération peu avant le match face au Canada, où il devait reprendre un poste de remplaçant avant le quart de finale. Cette deuxième opération met un terme à cet espoir,.
Après avoir annoncé que le Stade toulousain est un choix possible pour sa carrière après la coupe du monde, sa signature est annoncée en faveur du club écossais d'Édimbourg Rugby. Cependant, en septembre, il rompt son contrat, la franchise écossaise repassant sous le contrôle de la fédération écossaise. Il est de nouveau annoncé comme possible joueur de Toulouse, ce dernier club renonce finalement à le recruter. En janvier 2008, il signe un contrat de trois ans avec le club japonais Ricoh Black Rams, contrat qui prend effet en avril. Malgré les rumeurs, les Brumbies renoncent à le recruter pour la saison 2008 bien que le club soit en butte à des problèmes de blessures sur le poste de demi d'ouverture. 
Durant cette année, il joue trois matchs avec les Barbarians, le 24 mai contre la Belgique où il inscrit quatre points, le 27 mai, contre l'Irlande et le 1er juin face à l'Angleterre. Au terme de la saison 2008-209, le club réintègre la Top League. Il inscrit un essai lors du premier match de la saison 2009-2010, victoire 23 à 15 face au Honda Heat. Lors de la saison 2010-2011, il participe à sept rencontres que son équipe dispute en saison régulière, inscrivant un essai face à NTT Shining Arcs.

### Entraîneur
Après la fin de son contrat de trois ans en faveur du club japonais, Stephen Larkham retourne en Australie. Il est désigné entraîneur de l'attaque des Brumbies pour la saison 2011 de Super 15, au sein d'un encadrement dirigé par Andy Friend, assisté par Tony Rea (en), entraîneur de la défense. Après l'éviction de Friend après deux matchs de la saison 2011, remplacé par Tony Rea, Larkham conserve son rôle au sein des Brumbies. 
En mai 2011, le nouvel entraîneur, le Sud-Africain Jake White désigne Stephen Larkham et Laurie Fisher comme ses assistants. Les Brumbies terminent deuxième de la conférence australienne de la phase régulière de la saison 2012, mais ne se qualifient pas pour la phase finale. Durant cette saison, l'utilisation de Stephen Larkham en tant que demi d'ouverture des Brumbies est envisagé par Jake White, celui-ci étant en butte à des problèmes d'effectifs en raison de blessures, notamment celle de Christian Lealiifano. Lors de la saison suivante, les Brumbies remportent la conférence australienne, puis lors de phase finale, s'imposent 15 à 13 à Canberra face aux Cheetahs, avant d'aller s'imposer au Loftus Versfeld Stadium de Pretoria face aux Bulls par 26 à 23. Lors de la finale disputée au Waikato Stadium d'Hamilton, les australiens s'inclinent 27 à 22 face aux Chiefs. Après la démission de Jake White en septembre, qui admet que le fait de n'être pas retenu pour succéder à Robbie Deans au poste de sélectionneur des Wallabies a une influence sur son départ, Stephen Larkham et Laurie Fisher sont associés à la direction du club, Larkham en tant qu'entraîneur en chef, Fiser se voyant attribuer le titre de directeur du rugby. Les Brumbies, deuxième de la conférence australienne derrière les Waratahs en Super 15, éliminent les Chiefs 32 à 30 à Canberra puis s'inclinent en demi-finale à Sydney face aux Waratahs sur le score de 26 à 8. Avec le départ de Laurie Fisher pour le club de Gloucester, Stephen Larkham est désigné entraîneur principal des Brumbies, franchise avec laquelle il signe un nouveau contrat pour trois saisons supplémentaires. 
Après le départ de Ewen McKenzie du poste de sélectionneur des Wallabies, les noms de Michael Cheika et Stephen Larkham sont fréquemment cités pour lui succéder, Bob Dwyer ou Eddie Jones, anciens sélectionneurs australien, considérant leur association comme le meilleur choix. Après la désignation de Cheika par la fédération australienne, Larkham refuse le poste d'assistant pour la tournée de novembre en Europe, mais en février de l'année suivante, il accepte de rentrer dans l'encadrement de l'équipe australienne. Il continue d'assurer la fonction d'entraîneur en chef des Brumbies, ces derniers terminant à la deuxième place de la conférence australienne de la saison 2015 de Super 15, et au sixième rang global. Cela permet aux Australiens de se qualifier pour la phase finale. Ils affrontent les Stormers au Cap. Malgré des statistiques largement en faveur du club sud-africain, les Brumbies s'imposent 39 à 19 puis affrontent les Hurricanes, meilleure équipe de la saison régulière, à Wellington. Les Brumbies s'inclinent 29 à 9 sur le terrain de leur adversaire.
Lors de la saison 2016 de Super Rugby, nouveau nom de la compétition, les Brumbies se qualifient pour les quarts de finale où ils sont éliminés sur le score de 22 à 16 par les Highlanders. En septembre, Larkham signe un contrat d'un an pour la saison suivante. En octobre, l'annonce est faite qu'il va occuper un poste d'assistant à temps plein au sein des Wallabies après la fin de la saison 2017 de Super Rugby. Il quitte son poste aux Brumbies sur une saison terminée de nouveau en quart-de-finale après une défaite face aux Hurricanes sur le score de 35 à 16 malgré l'avantage de jouer ce match à domicile à Canberra.
En février 2019, il est limogé de son poste d'assistant au sein des Wallabies à la suite de désaccords sur la stratégie et la philosophie de jeu avec le sélectionneur Michael Cheika. La Fédération australienne de rugby précise qu'il est assigné à un nouveau rôle de conseiller national pour le haut niveau, spécialisé dans le développement des compétences au sein du rugby à sept et chez les équipes juniors.
Durant l'été 2019, il s'engage avec la province irlandaise du Munster pour intégrer l'encadrement dirigé par le manager sud-africain Johann van Graan.

### Style
Larkham est un joueur atypique de par son style, son caractère et son talent. Élancé, avec l'apparence d'un échassier, le visage inexpressif, il dégage l'impression d'un joueur lent et lunatique. Cette impression ainsi que son caractère plutôt renfermé lui valent de la part de ses coéquipiers le surnom de « Bernie » (du nom d'un personnage d'une comédie américaine de 1989 intitulée Week-end chez Bernie, où le Bernie en question est un cadavre). Néanmoins, les apparences sont trompeuses. Faux lent, capable d'accélérations et de crochets dévastateurs, Larkham est une véritable rampe de lancement qui attaque la ligne d'avantage et s'infiltre entre les lignes. Sa particularité, qui explique sa longévité en équipe nationale, est que son jeu semble totalement imprévisible pour ses adversaires. Sur un crochet, une passe ou une accélération, il peut créer des situations d'attaques.

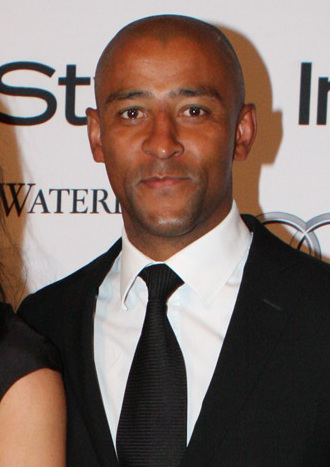
George Gregan, avec lequel il forme la charnière des Wallabies et des Brumbies.

Une autre particularité de son jeu est de très peu jouer au pied, ce qui est assez exceptionnel chez un demi d'ouverture. Il ne botte pratiquement jamais, et pour cause il est toujours associé à un joueur capable de botter : Matt Burke, Elton Flatley ou Matt Giteau. 
Il est considéré comme l'un des meilleurs ouvreurs de l'histoire du rugby. Joueur d'exception, véritable maître à jouer, il est capable de créer des occasions d'attaque sur n'importe quel ballon, de trouver la faille dans la ligne adverse à n'importe quel moment, d'acculer ses adversaires et de faire jouer ses coéquipiers de façon exceptionnelle. 
Avec sa vision du jeu quasiment sans égale, ses choix tactiques prodigieux et ses coups de génie il peut renverser n'importe quelle situation. En 2007, Bernard Laporte a fait de Stephen Larkham sa référence au poste d'ouvreur. En outre, sa passe était considérée comme une référence.
Sa carrière est intimement liée à celle de son compatriote George Gregan, demi de mêlée, avec qui il forme l'une des meilleures charnières du monde aussi bien en sélection, avec les Wallabies, qu'en province dans le Super 14 avec les Brumbies. Ils sont associés à 79 reprises chez les Wallabies, ce qui constitue le record du monde pour une charnière. La longévité de la paire Gregan-Larkham est également due à la forte amitié qu'ils ont su forger en dehors du terrain. Cette collaboration et cette amitié atypiques entre Gregan le cool et Larkham le taiseux en font deux des sportifs les plus aimés d'Australie.

## Palmarès

### En club
- Vainqueur du Super 12 en 2001 et 2004
- 100 matchs de Super 12 (atteint en 02-2006)
- 107 matchs de Super 12/14 (au 30-07-06)
- 30 essais dans le Super 12/14
- 5 finales du Super 12 en 1997, 2000, 2001, 2002, 2004

### En équipe nationale
- Vainqueur de la Coupe du monde de rugby 1999 au pays de Galles
- Finaliste de la Coupe du monde de rugby 2003 en Australie
- Vainqueur du Tri-nations en 2000 et 2001.

## Distinction
En août 2005, il fait partie de la Wallaby Team of the Decade, équipe des dix années précédentes et désignée par un panel de trente journalistes ou commentateurs. 
Il est introduit au sein du Hall of Fame du sport australien en octobre 2012. Il est introduit au Hall of Fame World Rugby en 2018.

## Statistiques

### Joueur
Stephen Larkham compte un total de 102 rencontres disputées sous le maillot australien, dont 97 en tant que titulaire, pour un bilan de 68 victoires, 31 défaites et trois nuls. Il inscrit 135 points se décomposant en 25 essais, deux transformations et deux drops.
Parmi celles-ci, douze sont disputées dans le cadre de la coupe du monde, avec onze victoires et une défaite en trois participations. Il joue cinq matchs en 1999, où il devient champion du monde, face à l'Irlande, les États-Unis, le pays de Galles, l'Afrique du Sud et la France, inscrivant huit points, un essai et un drop, six en 2003, face à l'Argentine, la Roumanie, l'Irlande, l'Écosse, la Nouvelle-Zélande, l'Angleterre, inscrivant deux essais, et un match en 2007 contre le Japon. Son total de points est de 18, avec trois essais et un drop.
Il participe à dix éditions du Tri-nations, en 1997, 1998, 2000, 2001, 2002, 2003, 2004, 2005, 2006 et 2007. Il joue 38 rencontres pour un bilan de 17 victoires, 20 défaites et un nul. Ses 33 points marqués dans cette compétition se décomposent en six essais et un drop.
En Bledisloe Cup, compétition opposant la Nouvelle-Zélande et l'Australie, le bilan est de neuf victoires pour douze défaites. 

### Entraîneur
| Saison    | Équipe   | Division                  | Poste      | Classement                  | Coupe d'Europe                |
| --------- | -------- | ------------------------- | ---------- | --------------------------- | ----------------------------- |
| 2013      | Brumbies | Super 15                  | Arrières   | Défaite en finale           | -                             |
| 2014      | Brumbies | Super 15                  | Manager    | Éliminé en demi-finale      | -                             |
| 2015      | Brumbies | Super 15                  | Manager    | Éliminé en demi-finale      | -                             |
| 2016      | Brumbies | Super Rugby               | Manager    | Éliminé en quarts de finale | -                             |
| 2017      | Brumbies | Super Rugby               | Manager    | Éliminé en quarts de finale | -                             |
| 2019-2020 | Munster  | Pro14                     | Entraîneur | Éliminé en demi-finale      | Éliminé en poule              |
| 2020-2021 | Munster  | Pro14                     | Entraîneur | Défaite en finale           | Éliminé en huitième de finale |
| 2021-2022 | Munster  | United Rugby Championship | Entraîneur |                             | Éliminé en quart de finale    |